# Insichbeurlaubung
Die Insichbeurlaubung ist ein Sonderfall der Beurlaubungsregelungen im deutschen Beamtenrecht, der sich aus § 4 Abs. 3 Gesetzes zum Personalrecht der Beschäftigten der früheren Deutsche Bundespost (PostPersRG) in Verbindung mit § 22 Verordnung über den Sonderurlaub für Bundesbeamtinnen und Bundesbeamte sowie für Richterinnen und Richter des Bundes (Sonderurlaubsverordnung – SUrlV) ergibt und Beamten der Postnachfolgeunternehmen ermöglichen soll, ohne beamtenrechtliche Einschränkungen höherwertige Tätigkeiten (auch laufbahnübergreifend) auszuüben. Die Insichbeurlaubung ist ein Spezialfall eines Sonderurlaubs unter Wegfall der Besoldung.
Die aus der Postreform II hervorgegangenen Postnachfolgeunternehmen Deutsche Telekom AG, Deutsche Post AG und Deutsche Postbank AG haben die bei der Deutschen Bundespost beschäftigten Beamten übernehmen müssen (Art. 143b Grundgesetz (GG)). Bei einer Insichbeurlaubung ruht die Verpflichtung zur Amtsausübung im übertragenen Amt, aber der Beamtenstatus bleibt erhalten. Der Beamte ist weiterhin beihilfe- und pensionsberechtigt und von der Arbeitslosenversicherung befreit, da er weiterhin Beamter ist.
Die Regelung soll die personelle Beweglichkeit erhöhen, indem sie den neu gegründeten Aktiengesellschaften ermöglicht, bei ihnen beschäftigte Beamte befristet zu beurlauben und zugleich mit ihnen Arbeitsverträge zu schließen, die nicht den Zwängen des öffentlichen Dienstrechts unterliegen. In versorgungsrechtlicher Hinsicht wird mit der Anrechnung der Beurlaubungszeit auf die ruhegehaltfähige Dienstzeit erreicht, dass die Versorgungsanwartschaften der Beamten fortgeführt werden. Damit ergibt sich für die beurlaubten Beamten eine ihrer bisherigen Rechtsstellung entsprechende Versorgungsperspektive. Gleichzeitig hat dies im Ergebnis zur Folge, dass die Beamten nicht in der gesetzlichen Rentenversicherung zu versichern sind.
„Insichbeurlaubungen“ werden zeitlich befristet genehmigt. Sie können, wenn die Voraussetzungen dafür weiter vorliegen, verlängert werden. Die Zeit der Insichbeurlaubungen ist ruhegehaltfähig. Damit ist sichergestellt, dass Versorgungsanwartschaften fortgeführt werden. Die „Insichbeurlaubungen“ haben negativen Auswirkungen auf die spätere Versorgung, da in der Regel höherwertige Tätigkeiten ausgeübt werden, die sich in der Versorgung nicht widerspiegeln. Die Zeit der Beurlaubung wird auch in die Berechnung des Besoldungsdienstalters einbezogen, das für die Bemessung des Grundgehalts der Beamtenbezüge maßgebend ist. Den „insichbeurlaubten“ Beamten entsteht also kein Nachteil, wenn sie nach Beendigung der Beurlaubung wieder als Beamte beschäftigt werden. Beamte können schließlich in der „Insichbeurlaubung“ im Rahmen einer regelmäßigen Laufbahnentwicklung auch befördert werden, wenn sie dort eine höherwertige Tätigkeit ausüben und nach Eignung, Befähigung und fachlicher Leistung befördert werden könnten.
Der beamtenrechtliche Anspruch auf amtsangemessene Beschäftigung bleibt erhalten.
Bei der Festlegung von Kriterien für die Auswahl von Beamten zur sogenannten Insichbeurlaubung gemäß § 4 Abs. 3 PostPersRG handelt es sich um die Aufstellung von Richtlinien über die personelle Auswahl bei Umgruppierungen nach § 95 Abs. 1 Satz 1 BetrVG. Ob dazu auch gegen den Willen des Arbeitgebers eine Einigungsstelle gebildet werden kann, hängt nach § 95 Abs. 2 BetrVG von der Anzahl der im Betrieb beschäftigten Arbeitnehmer ab.
Die Bewilligung der Insichbeurlaubung ist ein Verwaltungsakt, der die Zustimmung des betroffenen Beamten voraussetzt. Die Beamten haben keinen Anspruch auf eine Insichbeurlaubung. Ihre Genehmigung steht im Ermessen des Dienstherrn.